# Мариинск (станция)
Марии́нск — крупная железнодорожная станция Красноярской железной дороги, на Транссибирской магистрали. Расположена в городе Мариинске Кемеровской области. Западнее станции проходит граница с Западно-Сибирской железной дорогой.
Станция является стыковой по роду тока: ход на Красноярск электрифицирован переменным током 25 кВ, ход на Новосибирск электрифицирован постоянным током 3 кВ. По причине смены локомотивов на станции останавливаются все поезда. Стоянка пассажирских поездов составляет 25 — 30 минут. Помимо пассажирских поездов, от станции Мариинск отправляются электропоезда в Тайгу.
На станции имеется вокзал, локомотивное депо, багажное отделение.

## История
Построена в 1896 году. В 1913 году отправлено 2776 т грузов, прибыло 4947 т грузов , продано 48625 пассажирских билетов.

## Галерея

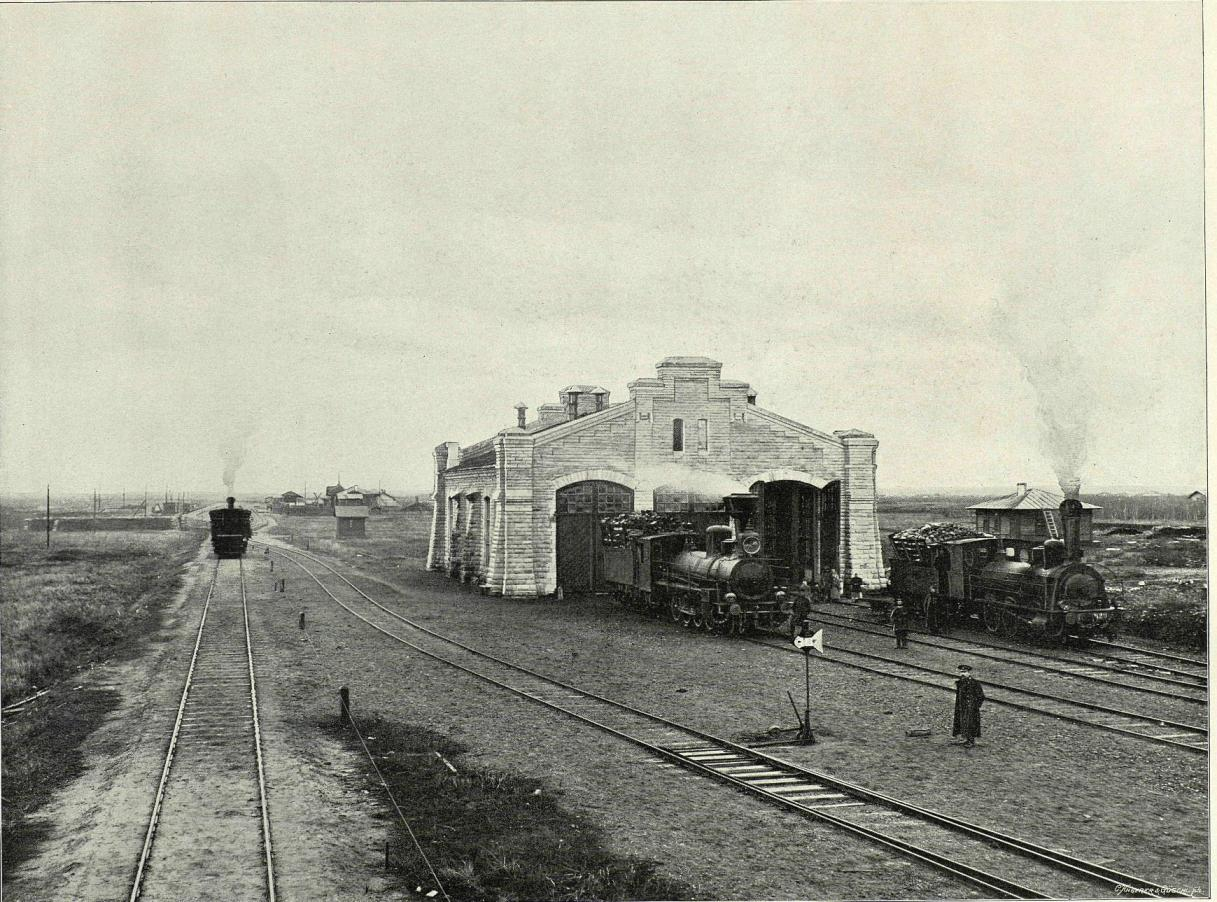
1899
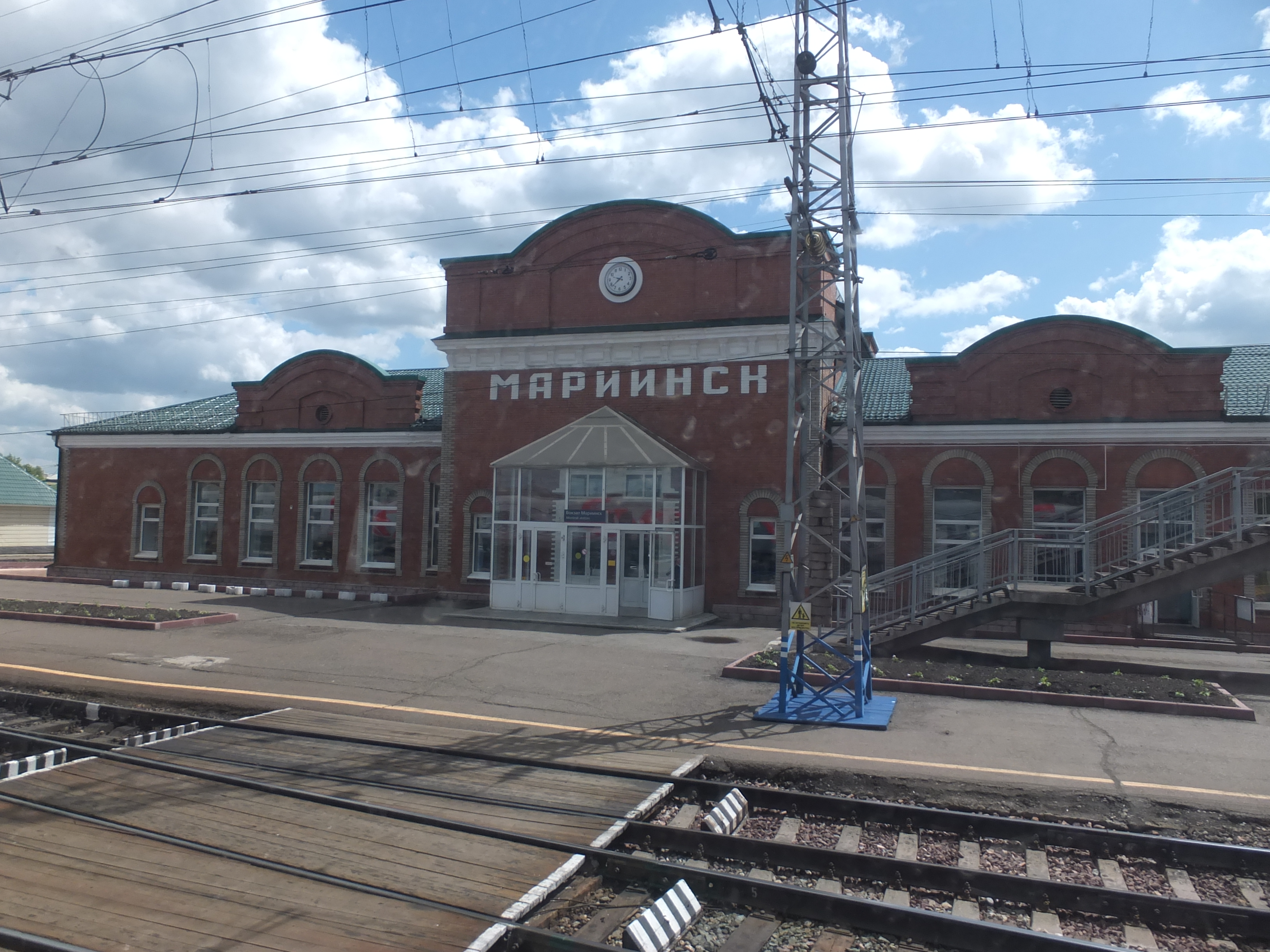
Вокзал
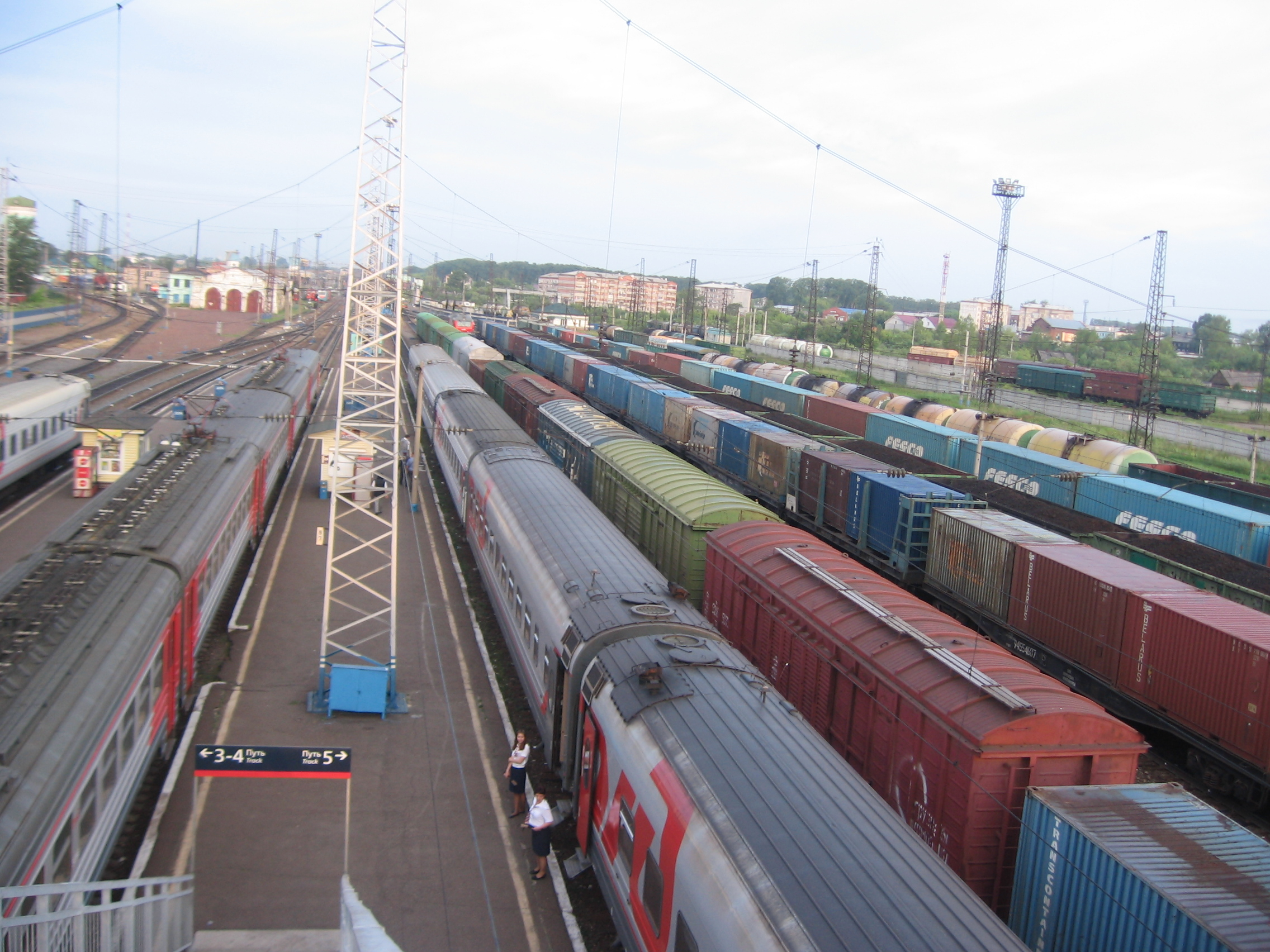
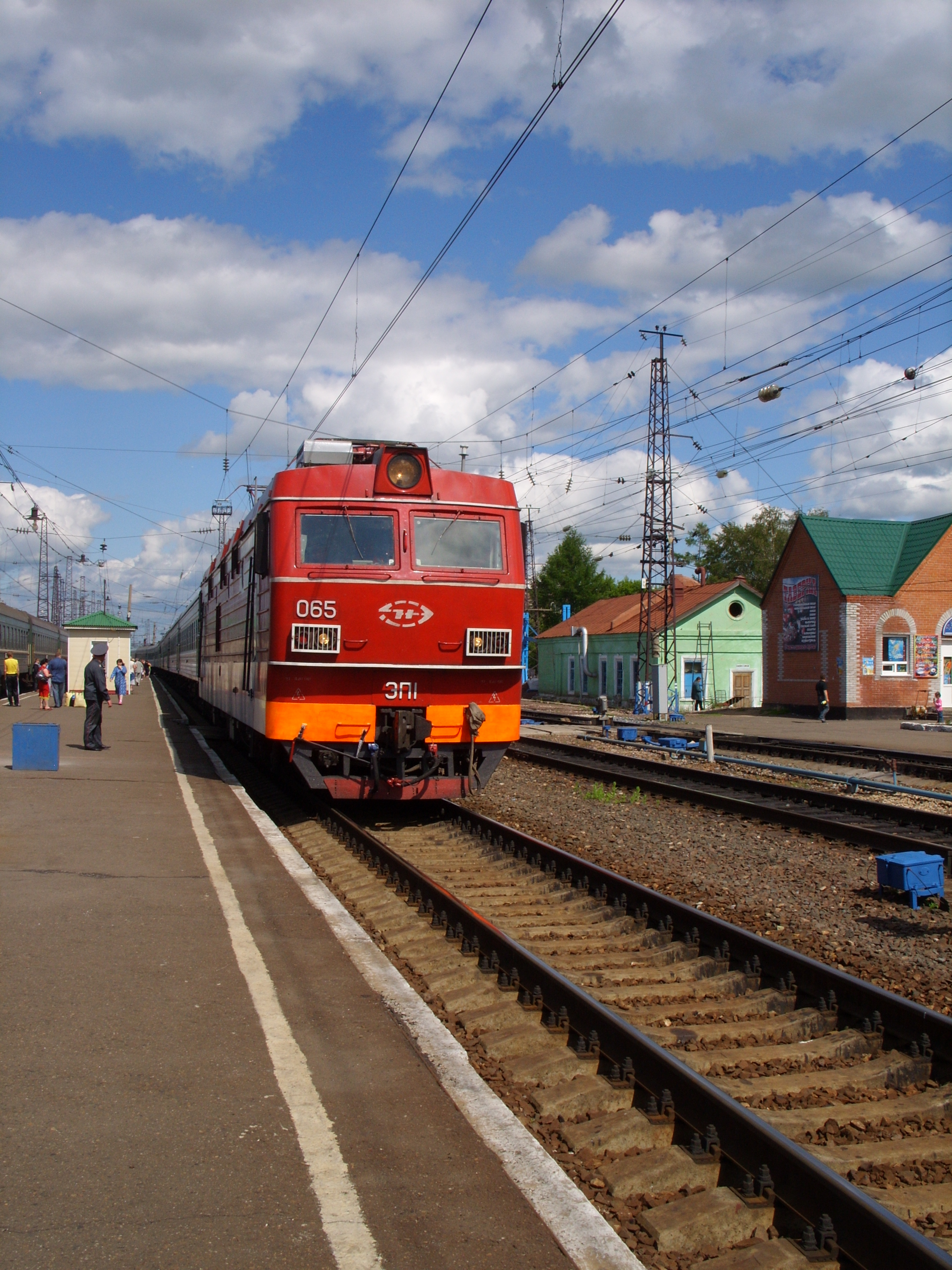
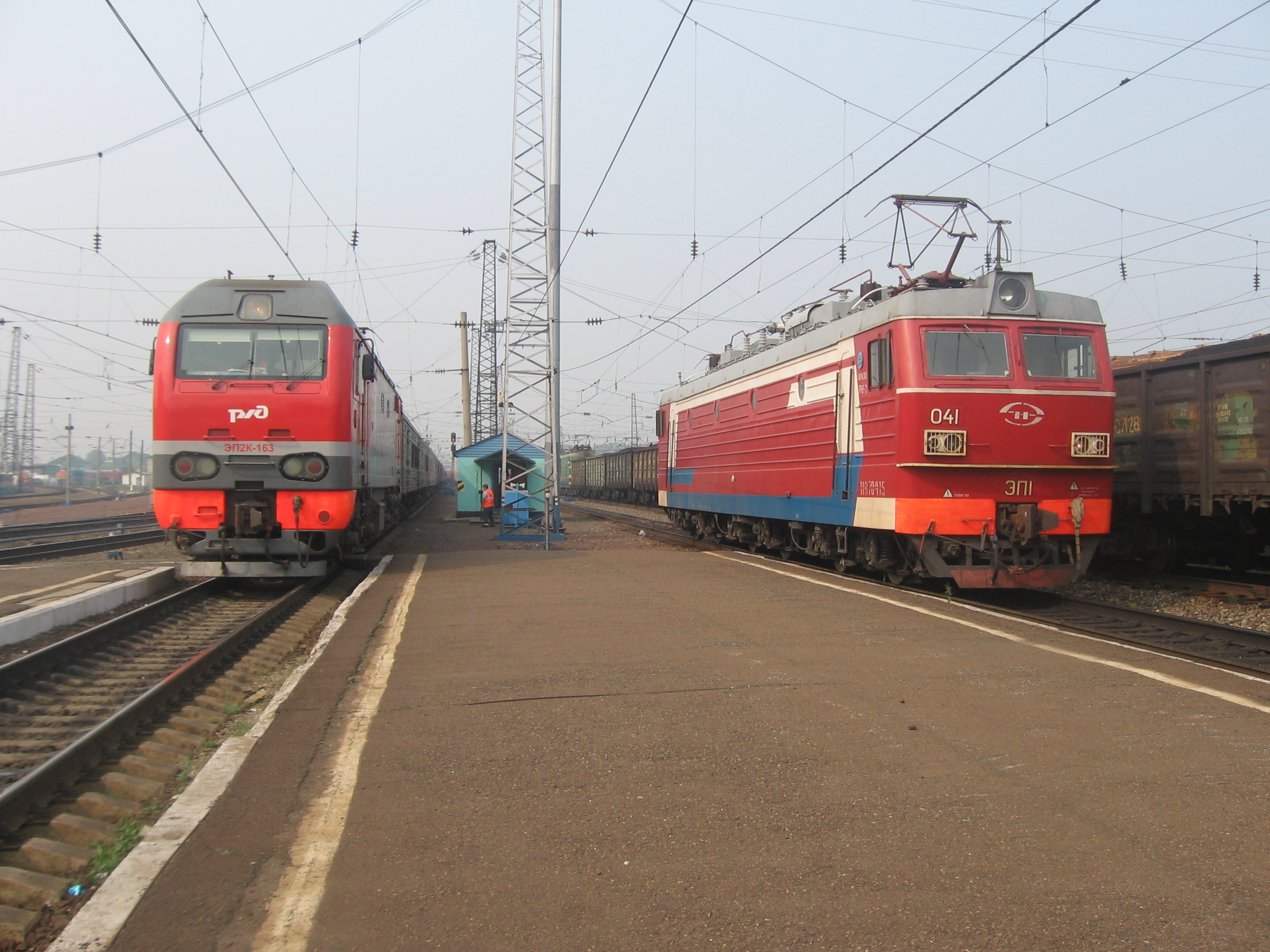
Локомотивы разных родов тока на станции
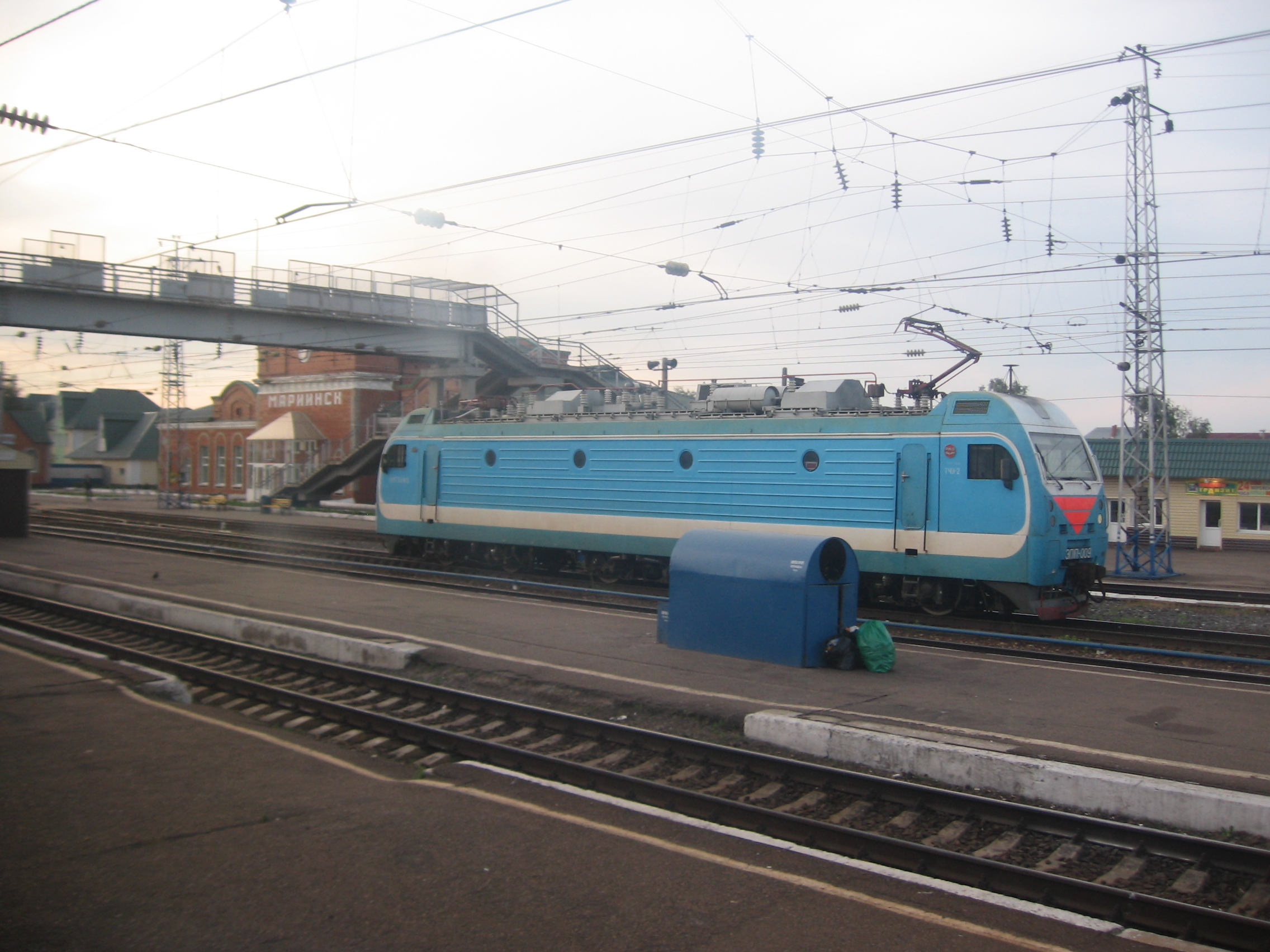

## Дальнее следование по станции
По графику 2020 года через станцию курсируют следующие поезда дальнего следования:

### Круглогодичное движение поездов
| № поезда    | Маршрут движения         | № поезда    | Маршрут движения              |
| ----------- | ------------------------ | ----------- | ----------------------------- |
| 1 "Россия"  | Владивосток — Москва     | 2 "Россия"  | Москва — Владивосток          |
| 3           | Пекин — Москва           | 4           | Москва — Пекин                |
| 5           | Улан-Батор — Москва      | 6           | Москва — Улан-Батор           |
| 7           | Владивосток — Омск       | 8           | Омск — Владивосток            |
| 11          | Владивосток — Самара     | 12          | Самара — Владивосток          |
| 55 "Енисей" | Красноярск — Москва      | 56 "Енисей" | Москва — Красноярск           |
| 62          | Владивосток — Москва     | 61          | Москва — Владивосток          |
| 67          | Абакан — Москва          | 68          | Москва — Абакан               |
| 69          | Чита — Москва            | 70          | Москва — Чита                 |
| 75          | Нерюнгри — Москва        | 76          | Москва — Нерюнгри             |
| 81          | Улан-Удэ — Москва        | 82          | Москва — Улан-Удэ             |
| 91          | Северобайкальск — Москва | 92          | Москва — Северобайкальск      |
| 97          | Тында — Кисловодск       | 98          | Кисловодск — Тында            |
| 105         | Красноярск — Новосибирск | 106         | Новосибирск — Красноярск      |
| 111         | -                        | 112         | Новосибирск — Северобайкальск |
| 113         | Абакан — Новосибирск     | 114         | Новосибирск — Абакан          |
| 127         | Красноярск — Адлер       | 128         | Адлер — Красноярск            |
| 129         | Красноярск — Анапа       | 130         | Анапа — Красноярск            |

### Сезонное движение поездов
| № поезда | Маршрут движения        | № поезда | Маршрут движения        |
| -------- | ----------------------- | -------- | ----------------------- |
| 205      | Иркутск — Анапа         | 206      | Анапа — Иркутск         |
| 229      | Северобайкальск — Анапа | 230      | Анапа — Северобайкальск |
| 235      | Тында — Анапа           | 236      | Анапа — Тында           |
| 241      | Иркутск — Адлер         | 242      | Адлер — Иркутск         |
| 269      | Чита — Адлер            | 270      | Адлер — Чита            |
| 273      | Северобайкальск — Адлер | 274      | Адлер — Северобайкальск |